# Diphoropria kuscheli
Diphoropria kuscheli är en stekelart som beskrevs av Naumann 1988. Diphoropria kuscheli ingår i släktet Diphoropria och familjen hyllhornsteklar. Inga underarter finns listade i Catalogue of Life.